# 莫希乌德迪纳加尔
莫希乌德迪纳加尔（Mohiuddinagar），是印度比哈尔邦Samastipur县的一个城镇。总人口13764（2001年）。

## 人口
该地2001年总人口13764人，其中男性7136人，女性6628人；0—6岁人口2900人，其中男1513人，女1387人；识字率43.86%，其中男性为52.05%，女性为35.05%。